# Dean Koontz
Dean Ray Koontz (ur. 9 lipca 1945 w Everett) – pisarz amerykański, autor licznych dreszczowców i horrorów.
Zaczął pisać pod koniec lat 60., skupiając się początkowo na powieściach fantastycznonaukowych. Później porzucił ten gatunek i częściowo pod prawdziwym nazwiskiem, częściowo pod pseudonimami zajął się pisaniem dreszczowców i horrorów.
Przełomowym okazał się rok 1980, kiedy ukazała się powieść Szepty (Whispers). Kolejne stawały się również bestsellerami.

## Pseudonimy
Dean R. Koontz tworzył m.in. pod pseudonimami:
- Leigh Nichols (utonął na oceanie podczas wypadku na łodzi żaglowej na krótko po tym, jak ukazała się powieść „Oczy ciemności”)
- K.R. Dwyer
- Deanna Dwyer
- John Hill
- Owen West
- David Axton
- Brian Coffey
- Anthony North
- Aaron Wolfe
- Richard Paige
- Leonard Chris

## Dzieła

### Cykle

#### Tucker
- 1973 Blood Risk (jako Brian Coffey)
- 1974 Surrounded (jako Brian Coffey)
- 1975 The Wall of Masks (jako Brian Coffey)

#### Moonlight Bay
- 1997 Zabójca strachu (Więzień ciemności, Oszukać strach, Fear Nothing; wydanie polskie 1998)
- 1998 Korzystaj z nocy (W mroku nocy, Seize the Night; wydanie polskie 1999)

#### Odd Thomas
- 2003 Odd Thomas (Odd Thomas; wydanie polskie 2004)
- 2005 Dar widzenia (Forever Odd; wydanie polskie 2007)
- 2006 Braciszek Odd (Brother Odd; wydanie polskie 2008)
- 2008 Kilka godzin przed świtem (Odd Hours; wydanie polskie 2010)
- 2012 Interludium Odda (Odd Interlude; wydanie polskie 2015)
- 2012 Apokalipsa Odda (Odd Apocalypse; wydanie polskie 2014)
- 2013 Deeply Odd (w Polsce jeszcze nie wydana)
- 2015 Saint Odd (w Polsce jeszcze nie wydana)

#### Frankenstein Deana Koontza
- 2005 Frankenstein Deana Koontza. Syn marnotrawny (Prodigal Son; wydanie polskie 2006) (współautor – Kevin J. Anderson)
- 2005 Frankenstein Deana Koontza. Miasto nocy (City of Night; wydanie polskie 2007) (współautor – Ed Gorman(inne języki))
- 2009 Dead and Alive (w Polsce jeszcze nie wydana)
- 2010 Lost Souls (w Polsce jeszcze nie wydana)
- 2011 The Dead Town (w Polsce jeszcze nie wydana)

#### Jane Hawk
- 2017  The Silent Corner (w Polsce jeszcze nie wydana)
- 2017 The Whispering Room
- 2018 The Crooked Staircase (zapowiedziana na maj 2018[1])
- 2018 The Forbidden Door (zapowiedziana na październik 2018[2])

#### Makina
- 2015 Last Light
- 2015 Final Hours
- zapowiedziana na 2018 Troubled Times
- zapowiedziana na 2018 Darkest Desires: The Makina Trilogy (kolekcja wszystkich trzech powieści)[3]

### Pozostałe powieści

#### Thrillery/Horrory
Wydane dotychczas w Polsce oraz zapowiedziane na najbliższy czas powieści Koontza z gatunku thriller/horror.
- 1973 Groza (Shattered; wydanie polskie 1994 wyd. Amber pod własnym nazwiskiem, jako K.R. Dwyer)
- 1973 Ziarno demona (Demon Seed; wydanie polskie 1997)
- 1973 W okowach lodu (Icebound; wydanie polskie 1997, jako David Axton), wznowienie pod prawdziwym nazwiskiem w 1995 roku
- 1976 Nocne dreszcze (Night Chills; wydanie polskie 1993)
- 1977 Wizja (The Vision; wydanie polskie 1993)
- 1977 Ściana strachu (The Face of Fear; wydanie polskie 1992, jako Brian Coffey)
- 1979 Klucz do północy (The Key to Midnight; wydanie polskie 1995, jako Leigh Nichols)
- 1980 Tunel strachu (Wesołe miasteczko, The Funhouse; wydanie polskie 1997, jako Owen West)
- 1980 Szepty (Whispers; wydanie polskie 1994)
- 1980 Głos nocy (The Voice of the Night; wydanie polskie 1994, jako Brian Coffey)
- 1981 Maska (The Mask; wydanie polskie 1994, jako Owen West)
- 1981 Oczy ciemności (The Eyes of Darkness; wydanie polskie 2009, jako Leigh Nichols)
- 1982 Pieczara gromów (The House Of Thunder; wydanie polskie 1993, jako Leigh Nichols)
- 1983 Odwieczny wróg (Phantoms; wydanie polskie 1993)
- 1984 Słudzy ciemności (The Servants of Twilight; wydanie polskie 1995, jako Leigh Nichols)
- 1984 Zmrok (Darkfall; wydanie polskie 1997)
- 1985 Drzwi do grudnia (The Door to December; wydanie polskie 2002) (jako Richard Paige)
- 1985 Inwazja (Twilight Eyes; wydanie polskie 2007)
- 1986 Nieznajomi (Strangers; wydanie polskie 2008)
- 1987 Nieśmiertelny (Cieniste ognie, Shadow Fires; wydanie polskie 1994, jako Leigh Nichols)
- 1987 Opiekunowie (Watchers; wydanie polskie 1993)
- 1988 Grom (Anioł stróż, Lightning; wydanie polskie 1992)
- 1989 Północ (Midnight; wydanie polskie 1997)
- 1990 Złe miejsce (The Bad Place; wydanie polskie 1991)
- 1991 Zimny ogień (Cold Fire; wydanie polskie 1996)
- 1992 Przełęcz śmierci (Hideaway; wydanie polskie 1994)
- 1993 Łzy smoka (Smocze łzy, Dragon Tears; wydanie polskie 1997)
- 1993 Zwierciadło zbrodni (Niezniszczalny, Mr. Murder; wydanie polskie 1995)
- 1994 Mroczne ścieżki serca (Dark Rivers of the Heart; wydanie polskie 2002)
- 1994 Zimowy księżyc (Winter Moon; wydanie polskie 1995)
- 1996 Intensywność (Intensity; wydanie polskie 1998)
- 1996 Tik-Tak (Ticktock; wydanie polskie 1997)
- 1997 Jedyna ocalona (Ocalona, Sole Survivor; wydanie polskie 1997)
- 1999 Fałszywa pamięć (False Memory; wydanie polskie 2003)
- 2000 Kątem oka (From the Corner of His Eye; wydanie polskie 2001)
- 2001 Ostatnie drzwi przed niebem (One Door Away from Heaven; wydanie polskie 2002)
- 2002 Przy blasku księżyca (W świetle księżyca, By the Light of the Moon; wydanie polskie 2003)
- 2003 Twarz (The Face; wydanie polskie 2004)
- 2004 Przepowiednia (Life Expectancy; wydanie polskie 2006)
- 2004 Apokalipsa (The Taking; wydanie polskie 2006)
- 2005 Prędkość (Velocity; wydanie polskie 2007)
- 2006 Mąż (The Husband; wydanie polskie 2008)
- 2007 Mroczne popołudnie (The Darkest Evening of the Year, wydanie polskie: Albatros, październik 2011)
- 2007 Dobry zabójca (The Good Guy; wydanie polskie 2009)
- 2008 Twoje serce należy do mnie (Your Heart Belongs to Me; wydanie polskie 2010)
- 2009 Recenzja (Relentless, wydanie polskie 2012)
- 2009 Bez tchu (Breathless, wydanie polskie 2012)
- 2010 Co wie noc (What the Night Knows, wydanie polskie: Albatros, październik 2013)
- 2011 Dom śmierci (77 Shadow Street, wydanie polskie: Albatros, lipiec 2013)
- 2013 Niewinność (Innocence, wydanie polskie: Albatros, wrzesień 2015)
- 2014 Miasto (The City, wydanie polskie: Replika, sierpień 2016)
- 2015 Poszukiwana (Ashley Bell, wydanie polskie: Replika, maj 2017)
- 2020 Misterium (Devoted, wydanie polskie: Albatros, lipiec 2023)

#### Science fiction
Wczesne powieści Koontza z gatunku science fiction.
- 1968 Star Quest
- 1969 The Fall of the Dream Machine
- 1969 Fear that Man
- 1970 Anti-Man
- 1970 Beastchild
- 1970 Dark of the Woods
- 1970 The Dark Symphony
- 1970 Hell’s Gate
- 1971 The Crimson Witch
- 1972 A Darkness in My Soul
- 1972 The Flesh in the Furnace
- 1972 Starblood
- 1972 Warlock
- 1972 Nightmare Journey
- 1973 Zwiadowca piekieł (The Haunted Earth; wydanie polskie, tzw. „klubówka” 1986)
- 1973 A Werewolf Among Us
- 1975 The Long Sleep (jako John Hill)
- 1977 Time Thieves

#### Powieści gotyckie
Napisane pod pseudonimem Deanna Dwyer romanse gotyckie dla kobiet.
- 1971 Demon Child (jako Deanna Dwyer)
- 1971 Legacy of Terror (jako Deanna Dwyer)
- 1972 Children of the Storm (jako Deanna Dwyer)
- 1972 Dance with the Devil (jako Deanna Dwyer)
- 1972 The Dark of Summer (jako Deanna Dwyer)

#### Powieści erotyczne
- 1970 Bounce Girl (Aphrodesiac Girl, wspólnie z Gerdą Koontz)
- 1970 Hung! (jako Leonard Chris)

#### Sensacja/Thrillery
Niewydane w Polsce wczesne powieści Koontza z gatunku sensacja/thriller.
- 1972 Chase (jako K.R. Dwyer, powieść zawarta również w zbiorze opowiadań Trzynastu apostołów)
- 1974 After the Last Race
- 1974 Strike Deep (jako Anthony North)
- 1975 Dragonfly (jako K.R. Dwyer)

#### Powieści komiczne
- 1973 Hanging On

#### Powieści dla dzieci
- 1988 Oddkins: A Fable for All Ages
- 1996 Santa’s Twin
- 2004 Robot Santa: The Further Adventures of Santa’s Twin
- 2009 I, Trixie, Who is Dog
- 2010 Trixie and Jinx

### Nowele
Wydane w formie e-booka nowele Koontza.
- 2010 Darkness Under the Sun (powiązana z powieścią Co wie noc)
- 2011 The Moonlit Mind (powiązana z powieścią Dom śmierci)
- 2013 Wilderness (powiązana z powieścią Niewinność)
- 2014 Odd Thomas: You Are Destined to Be Together Forever (powiązana z cyklem Odd Thomas)
- 2014 The Neighbor (powiązana z powieścią Miasto)
- 2015 Last Light (powiązana z powieścią Ashley Bell)
- 2015 Final Hour (powiązana z powieścią Ashley Bell)
- 2017 Ricochet Joe[4]

### Zbiory opowiadań
- 1970 Soft Come the Dragons
  - Soft Come the Dragons
  - A Third Hand
  - A Darkness in My Soul
  - The Twelfth Bed
  - A Season for Freedom
  - The Psychedelic Children
  - Dragon in the Land
  - To Behold the Sun
- 1995 Trzynastu apostołów (Strange Highways; wydanie polskie 2005)
  - Trzynastu apostołów (Strange Highways)
  - Czarna dynia (The Black Pumpkin)
  - Pani Attyla Hun (Miss Attila the Hun)
  - W głąb ciemności (Down in the Darkness)
  - Dłonie (Ollie’s Hands)
  - Złodziej (Snatcher)
  - W potrzasku (Trapped)
  - Bruno (Bruno)
  - My troje (We Three)
  - Twardziel (Hardshell)
  - Kocięta (Kittens)
  - Zamieć (The Night of the Storm)
  - Brzask świtu (Twilight of the Dawn)
  - Chase (Chase)

### Poezja
- 2001 The Paper Doorway: Funny Verse and Nothing Worse
- 2003 Every Day’s a Holiday: Amusing Rhymes for Happy Times
- 2003 The Book of Counted Sorrows

### Powieści graficzne
Powieści graficzne Koontza.

#### Odd Thomas
- 2008 Odd Thomas. Diabelski pakt (In Odd We Trust, wydanie polskie 2013 – wydawnictwo SQN, wspólnie z Queenie Chan)
- 2010 Odd Is on Our Side (wspólnie z Fredem Van Lente i Queenie Chan)
- 2012 House of Odd (wspólnie z Landrym Q. Walkerem i Queenie Chan)

#### Pozostałe powieści graficzne
- 1993 Trapped (wspólnie z Edem Gormanem)
- 2009 Dean Koontz’s Frankenstein: Prodigal Son
- 2009 Nevermore (wspólnie z Keithem Champagnem)
- 2010 Fear Nothing, Volume 1

### Inne
- 1970 The Pig Society (wspólnie z Gerdą Koontz)
- 1970 The Underground Lifestyles Handbook (wspólnie z Gerdą Koontz)
- 1972 Writing Popular Fiction
- 1981 How To Write Best-Selling Fiction
- 1996 Beautiful Death: The Art of the Cemetery
- 2004 Life is Good!: Lessons in Joyful Living (wspólnie z Trixie Koontz)
- 2005 Christmas Is Good!: Trixie Treats & Holiday Wisdom (wspólnie z Trixie Koontz)
- 2008 Bliss to You: Trixie’s Guide to a Happy Life (wspólnie z Trixie Koontz)
- 2009 Wielkie małe życie. Wspomnienia o radosnym psie (A Big Little Life: A Memoir of a Joyful Dog)
- 2009 Christmas Is Good: Trixie’s Guide to a Happy Holiday (wspólnie z Trixie Koontz)
- 2014 Ask Anna: Advice for the Furry and Forlorn (wspólnie z Anną Koontz)

## Adaptacje filmowe i telewizyjne
- 1977 Śmiertelny pościg (Les Passagers, reż. Serge Leroy, na podstawie powieści Groza)
- 1977 Diabelskie nasienie (Pokolenie demona, Demon Seed, reż. Donald Cammell, na podstawie powieści Ziarno Demona)
- 1981 Lunapark (The Funhouse, reż. Tobe Hooper, film i powieść Koontza Tunel Strachu powstały na podstawie tego samego scenariusza)
- 1988 Obserwatorzy (Monstrum, Watchers, reż. Jon Hess, na podstawie powieści Opiekunowie)
- 1989 Szepty (Whispers, reż. Douglas Jackson)
- 1990 Ściana strachu (The Face of Fear, reż. Farhad Mann)
- 1991 Słudzy ciemności (Servants of Twilight, reż. Jeffrey Obrow)
- 1995 Kryjówka diabła (Hideaway, reż. Brett Leonard, na podstawie powieści Przełęcz śmierci)
- 1997 Intensywność (Intensity, reż. Yves Simoneau)
- 1998 Odwieczny wróg (Phantoms, reż. Joe Chappelle)
- 1998 Zwierciadło zbrodni (Mr. Murder, reż. Dick Lowry)
- 2000 Ocalony (Jedyna ocalona, Sole Survivor, reż. Mikael Salomon)
- 2001 Miasteczko Black River (Black River, reż. Jeff Bleckner, na podstawie opowiadania)
- 2012 Odd Thomas: Pogromca zła (Odd Thomas, reż. Stephen Sommers)